# Schutterwald

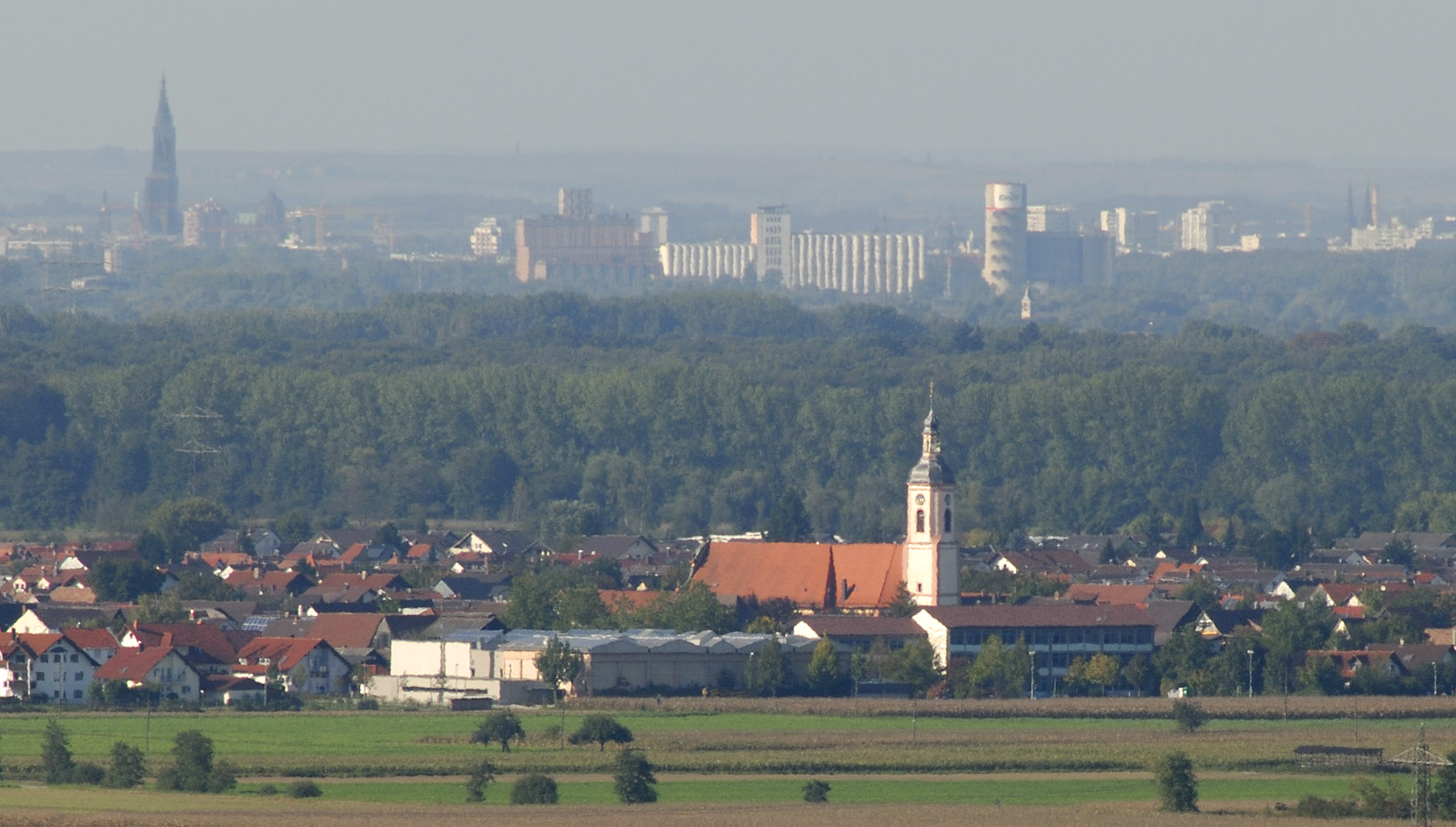
Schutterwald

Schutterwald – miejscowość i gmina w Niemczech, w kraju związkowym Badenia-Wirtembergia, w rejencji Fryburg, w regionie Südlicher Oberrhein, w powiecie Ortenau, wchodzi w skład wspólnoty administracyjnej Offenburg. Leży ok. 5 km na zachód od centrum Offenburga, przy autostradzie A5.

## Współpraca
Miejscowości partnerskie:
- Ottendorf-Okrilla, Saksonia
- Saint-Denis-lès-Bourg, Francja